# Akatarawa Saddle
Der Akatarawa Saddle ist ein Pass im Süden der Tararua Range auf der Nordinsel Neuseelands. Er ist der höchste befahrene Pass des Gebirgszugs hin zur Westküste und bis zum nördlichen Ende derselben nahe Palmerston North ist die Akatarawa Road auch die einzige befahrbare Querung in diese Richtung. Die Straße verbindet den SH 1 bei Waikanae mit dem SH 2 bei Upper Hutt. Südöstlich überquert der SH2 die Remutaka Range nach Featherston über den Remutaka Pass.